# Nørrebroparken

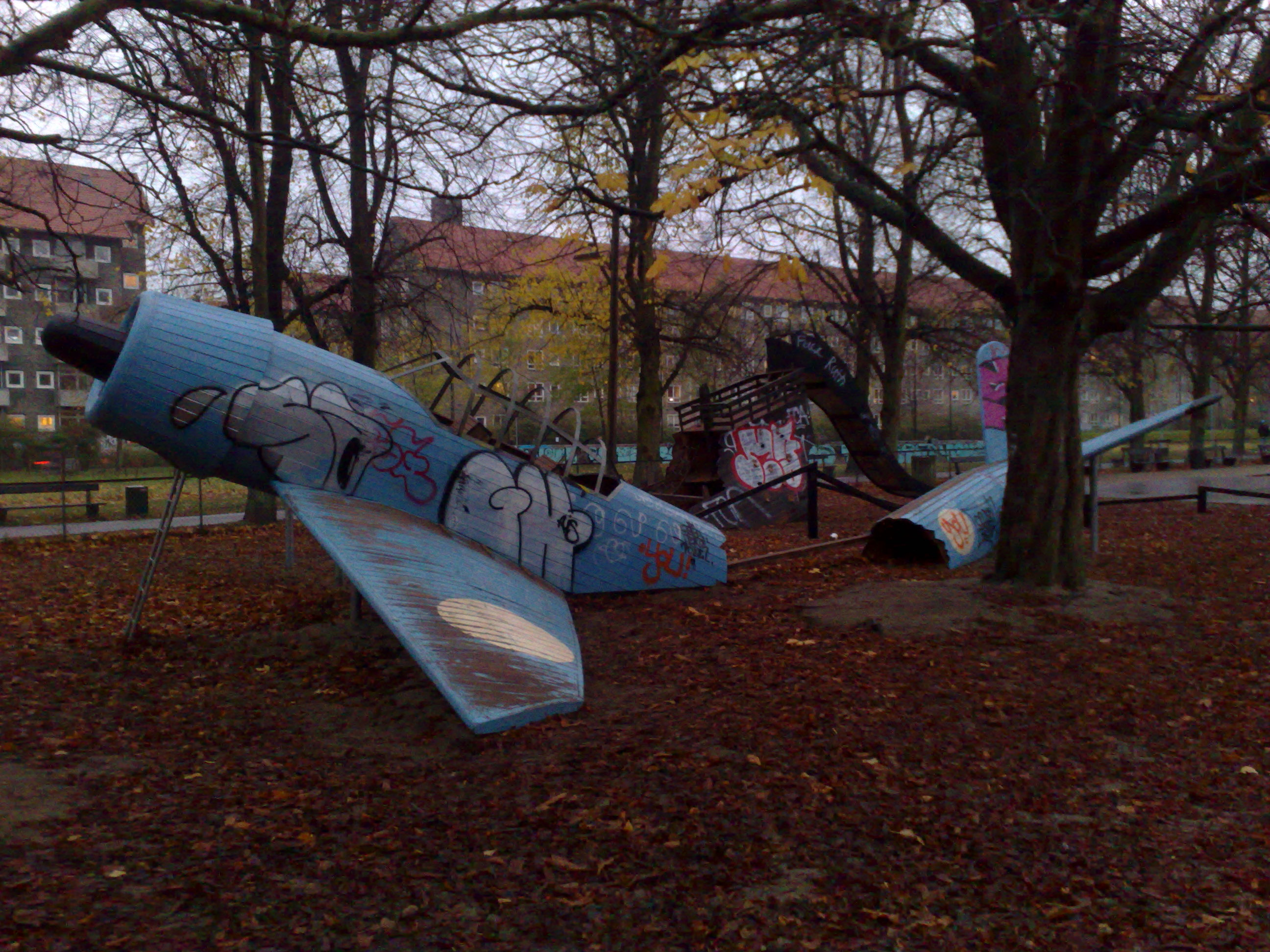
En lekplats i parken, utformad som en flygolycka.

Nørrebroparken är en park i Köpenhamn i Danmark.
Nørrebroparken ligger i stadsdelen Nørrebro och blev renoverad under 2007. På platsen för parken låg fram till 1930 Nørrebro station. Genom parken och längs det före detta järnvägsspåret till Frederiksberg går numera cykelstråket Nørrebroruten, en del av Grønne cykelruter.
Parkstråket har senare förlängts i nordlig riktning på andra sidan av Nørrebrogade, en av Nørrebros huvudgator. Detta genom tillkomsten av den nya parken Superkilen 2012. Även cykelstråket fortsätter norrut, utmed Superkilen.